# Fontana dei Pesci
La fontana dei Pesci è un monumento attribuito a Luigi Vanvitelli e situato nella piazza del Sedile del Campo nel centro storico di Salerno.

## Storia e caratteristiche

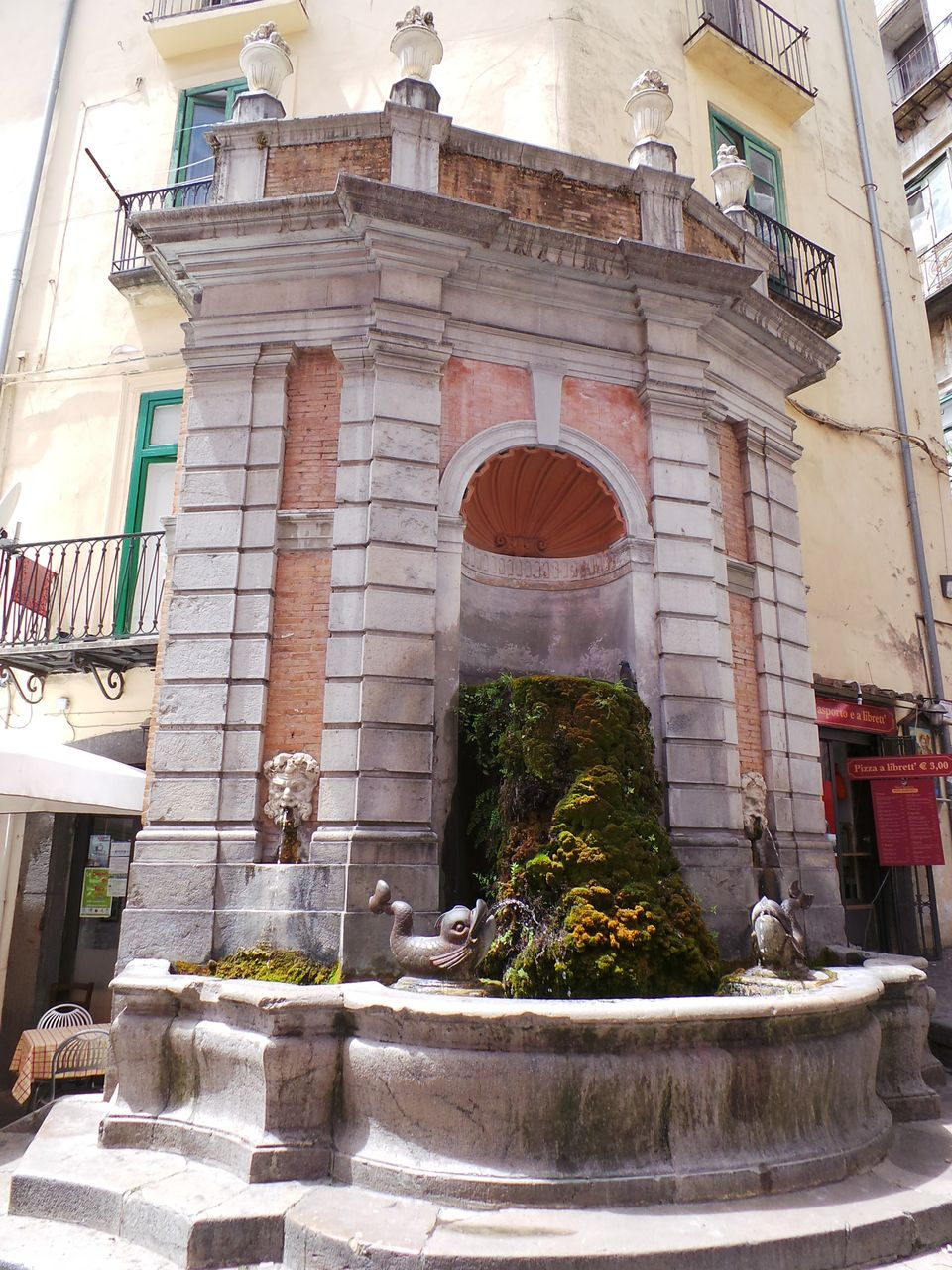
La fontana

Uno dei monumenti più noti del centro storico di Salerno è la fontana di Largo Campo, della quale si ha qualche frammentaria notizia storica.
L'esistenza di una fontana a Largo Campo non necessariamente si deve identificare con quella attuale. La prima menzione di una sua esistenza, infatti, si trova in un documento della Chiesa di Sant'Andrea de Lavina del 1639. Nel 1692 essa viene ricordata da Pietro del Pezzo nel percorso della prima processione della statua d'argento di San Matteo. Stando a queste fonti essa dovrebbe essere datata almeno agli inizi del Seicento, tuttavia l'insieme degli elementi, che oggi la costituiscono, denunciano una maggiore articolazione costruttiva. Già la struttura architettonica evidenzia una fattura cronologicamente diversa rispetto alle bocche d'acqua dei mascheroni e della vasca, ma anche dei delfini di metallo, che a loro volta sono ulteriormente successivi. Partendo da queste considerazioni si può affermare che la vasca bombata e i due mascheroni di teste senili coronate da ghirlande vegetali, come divinità fluviali possono essere considerate parti originarie databili a cavallo fra XVI e XVII. Questa prima fontana dovrebbe corrispondere ad una politica di canalizzazione delle acque avviata dalla municipalità cittadina, di cui si ha notizia almeno dalla metà del XVII secolo. Essa è in corrispondenza con lo scorrimento delle acque sorgive dal monte, che nel tratto discendente da via Tasso conserva il nome medievale di Lama. L'aspetto monumentale con l'attuale elevato attaccato agli edifici privati deve essere avvenuto almeno intorno alla metà del XVIII secolo. Questa situazione, infatti, si trova in un documento inedito, datato 1775, che assume il carattere di limite cronologico per l'elevato. Nell'atto di acquisto di un appartamento si afferma che esso “si trova nel luogo detto il Campo dirimpetto il palazzo del signor Gio Batta Bottigliero attaccata alla fontana della città”.
Come già sottolineato dal Natella, la struttura dell'elevato evidenzia un'articolazione che non trova riscontro nel Seicento. La nicchia centrale funge da asse di simmetria per due coppie di paraste laterali raccordate in alto da una muratura sormontata da quattro semipignatte floreali (un tipico elemento decorativo rococò che si può vedere anche sulla facciata del duomo). In verità dietro una di queste è stata rilevata una data tardo ottocentesca, che potrebbe riferirsi ad una sostituzione. Quindi, l'insieme della fontana con il suo elevato assume una definizione formale almeno intorno alla metà del XVIII secolo, o subito dopo. Certamente successivi, di XIX secolo inoltrato o addirittura inizi XX, sono i due delfini in metallo che agevolano la presa d'acqua.
Dopo il terremoto del 1980, dal monumento sono stati asportati quattro vasi in marmo dalla parte superiore dell'opera, perché a rischio di cadute e quindi potenzialmente pericolosi, e spostati presso il museo diocesano di Salerno: dopo che i quattro oggetti sono stati restaurati, sono tornati nella loro collocazione originale.